# Илиянци (промишлена зона)
 Тази статия е за промишлената зона.  За квартала вижте Илиянци.  
„Илиянци“ е промишлена зона на град София, България, разположена в районите „Надежда“ и „Сердика“, на 5,8 километра северно от центъра на града.
Зоната огражда изцяло квартал „Илиянци“, на юг граничи със Северния парк и промишлената зона „Военна рампа“, а в останалите посоки е оградена от невключени в квартали територии.

## Улици и произход на имената им
| Път               | Наречен на                                         | Местоположение |
| ----------------- | -------------------------------------------------- | -------------- |
| „Азалия“          | Азалия (Azalea), род растения                      | Карта          |
| „Витошко лале“    | Планински божур (Trollius europaeus), вид растения | Карта          |
| „Далия“           | Далия (Dahlia), род растения                       | Карта          |
| „Джерман“         | ?                                                  | Карта          |
| „Илиянско шосе“   | „Илиянци“, квартал на София                        | Карта          |
| „Кирил Благоев“   | ?                                                  | Карта          |
| „Омерица“         | ?                                                  | Карта          |
| „Перелик“         | Голям Перелик, връх в Родопите                     | Карта          |
| „Петуния“         | Петуния (Petunia), род растения                    | Карта          |
| „Петър Панайотов“ | Петър Панайотов (1878 – 1926), цирков артист       | Карта          |
| „Рожен“           | Роженски манастир, манастир в Санданско            | Карта          |